# Plaza Charles de Gaulle
La plaza Charles de Gaulle (en francés: place Charles-de-Gaulle), antes llamada plaza de la Estrella (en francés: place de l’Étoile), es una emblemática plaza parisina. En ella se encuentra el Arco de Triunfo de París. Aunque cambió de nombre en 1970 su antigua denominación sigue siendo de uso muy común. La plaza se reparte entre el VIII, XVI y XVII distrito.

## Historia

La plaza de la Estrella en 1921.

Los orígenes de la plaza se remontan a Marigny, cuando este decidió allanar la colina de Chaillot (butte de Chaillot) a la vez que se realizaban obras en los vecinos Campos Elíseos. Ya en ese momento (1777), el pavimento de la plaza usaba una decoración que recordaba la forma de una estrella.
El conocido Arco de Triunfo, que se encuentra en el centro de la plaza, se comenzó en 1806 por orden de Napoleón Bonaparte. Fue concluido en 1836.
En el Segundo Imperio la plaza fue rediseñada por el arquitecto Jacques Hittorff bajo la supervisión del Barón Haussmann, dentro de su plan de renovación de la ciudad.
El 30 de mayo de 1968 una manifestación que llegó a reunir un millón de personas culminó en la plaza.
El hecho más trágico relacionado con el lugar se vivió el 17 de agosto de 1995 cuando un atentado terrorista sacudió la plaza. La explosión de un artefacto explosivo escondido en una papelera metálica situada cerca de un quiosco causó 17 heridos de diversa gravedad.

## Descripción
Son doce las grandes avenidas que confluyen hasta esta plaza dándole su aspecto característico, un aspecto que se ve acrecentado por el propio diseño del pavimento. Partiendo del norte y en el sentido contrario a las agujas del reloj (siguiendo el sentido del tráfico rodado) nos encontramos con:
1. Avenida de Wagram (antes llamada bulevar de la Estrella y bulevar Bezons).
2. Avenida Mac-Mahon (antes llamada avenida del Príncipe Jerónimo).
3. Avenida Carnot (antes llamada avenida de Essling).
4. Avenida del Gran Ejército (antes llamada avenida de Neuilly).
5. Avenida Foch (antes llamada avenida del Bosque -de Boulogne- y avenida de la Emperatriz).
6. Avenida Victor-Hugo (antes llamada avenida de Eylau y avenida Saint-Cloud).
7. Avenida Kléber (antes llamada avenida del Rey de Roma y bulevar de Passy).
8. Avenida de Jena.
9. Avenida Marceau (antes llamada avenida Joséfina).
10. Avenida de los Campos Elíseos.
11. Avenida de Friedland (antes llamada bulevar Beaujon).
12. Avenida Hoche (antes llamada avenida de la Reina Hortensia y bulevar Monceau).

Place Charles de Gaulle, Paris.

La plaza está rodeada por dos calles, la calle de Presbourg y la calle de Tilsitt. Ambas recuerdan dos éxitos diplomáticos de Napoleón Bonaparte y forman un círculo alrededor de la plaza.
Dos túneles subterráneos, uno para vehículos y otro para peatones, unen directamente la avenida de los Campos Elíseos con la avenida del Gran Ejército.

## La polémica del cambio de nombre

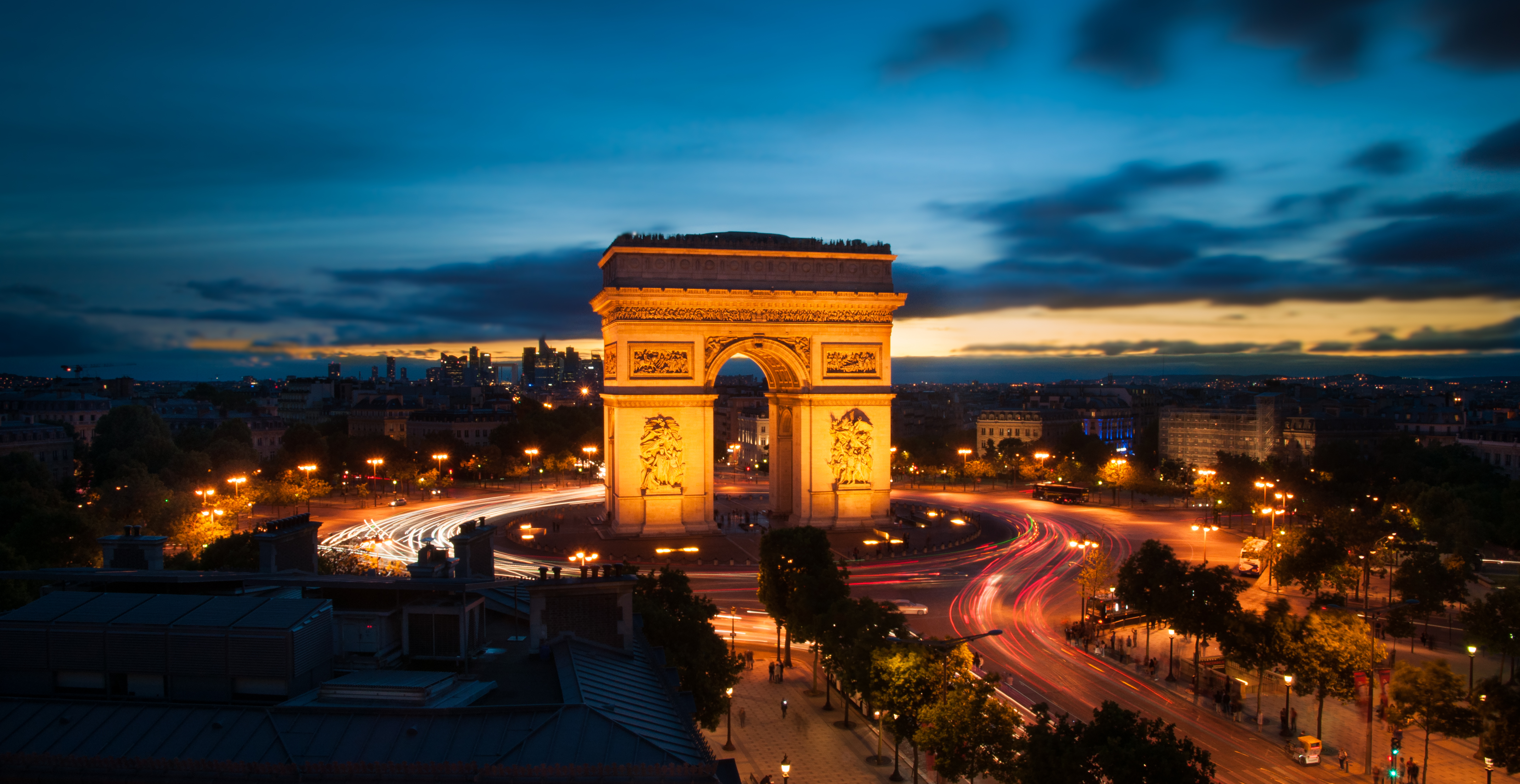
La plaza Charles de Gaulle de noche en 2015.

Apenas cuatro días después de la muerte de Charles de Gaulle, el 13 de noviembre de 1970, se decidió rebautizar la plaza con su nombre. Sin embargo, esa no era la idea inicial, ya que se pensó primero en cambiarle el nombre a la avenida de los Campos Elíseos.
Rápidamente, empezaron a surgir las primeras voces críticas con el cambio de denominación, creándose, el 31 de diciembre de 1970, el Comité nacional de defensa de la Plaza de la Estrella - Santuario del Soldado Desconocido y del prestigio de París en el mundo, encabezado por Paul Antier y cuyo principal objetivo era recuperar el antiguo nombre.

## La plaza en la literatura
La place de l'Étoile es el título de una novela de Patrick Modiano publicada en 1968.